# Gustav Roethe

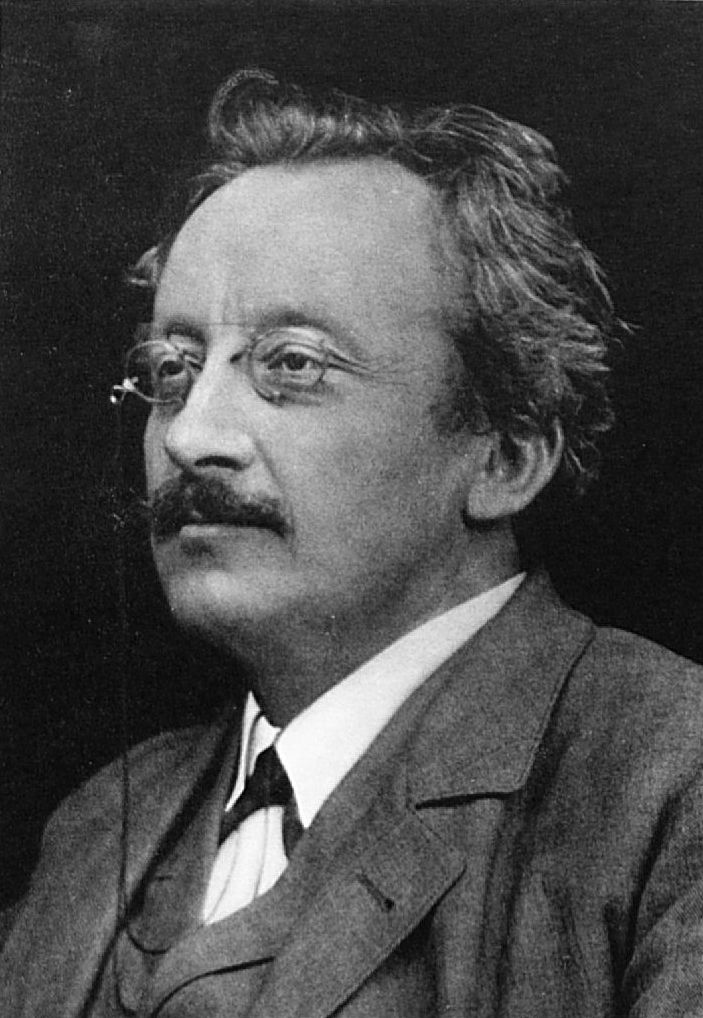
Gustav Roethe.

Gustav Roethe, född den 5 maj 1859 i Graudenz, död den 17 september 1926 i Bad Gastein i Österrike, var en tysk språkforskare.
Roethe blev 1886 docent, 1888 extra ordinarie och 1890 ordinarie professor i tyska språket och litteraturen i Göttingen, varifrån han 1902 i samma egenskap kallades till Berlin, där han även beklädde platsen som en av vetenskapsakademiens fyra ständiga sekreterare. Av Roethes arbeten kan nämnas Helbers deutsche Syllabierbüchlein (1882), den för den medelhögtyska sentensdiktningens historia viktiga upplagan av Gedichte Reinmars von Zweter (1887), Die Reimvorreden des Sachsenspiegels (1899), en mönstergill undersökning av skillnaderna i ett vittert alsters språkbruk, Brentanos Ponce de Leon (1901), en mångsidig och lärorik analys av ett diktverk, Vom literarischen Publikum in Deutschland (1902), Humanistische und nationale Bildung (1906; 2:a upplagan 1913), Deutsches Heldentum (1906), Nibelungias und Waltharius (1909), Gedächtnisrede auf Erich Schmidt (1913), Deutsches Geistesleben in den Ostmarken (samma år), Deutscher Krieg, deutsche Art, deutsche Dichtung (1914) och Wir Deutschen und der Krieg (samma år). Jämte Edward Schröder bearbetade Roethe den nya upplagan av Jacob Grimms Deutsche Grammatik (1890–1897) och redigerade med Schröder "Zeitschrift für deutsches Altertum und deutsche Litteratur", med Alois Brandl "Palæstra" och utgav "Deutsche Texte des Mittelalters". Roethe ansågs som en av Berlinuniversitetets främsta lärare, med vidsträckt inflytande, bekant även för oböjlig konservatism (bland annat för energiskt motstånd mot kvinnors universitetsstudier).